# 乌法国立航空技术大学
乌法国立航空技术大学（俄语：Уфимский государственный авиационный технический университет）是位于俄罗斯联邦巴什科尔托斯坦共和国烏法的一所国立大学，成立于1932年7月11日。乌法国立航空技术大学建校时位于雅罗斯拉夫尔州雷宾斯克，名为雷宾斯克航空学院，是新切尔卡斯克航空学院的分院。蘇德战争中学校迁至乌法，1942年改名奥尔忠尼启则乌法航天大学，1992年改为今名。

## 历史
乌法国立航空技术大学的历史可上溯至1898年成立的华沙理工大学。1905年俄国革命期间，华沙理工大学关闭，其人员、资金转移至新切尔卡斯克，后来发展成为南俄国立技术大学。1930年，南俄国立技术大学的前身分拆出新切尔卡斯克航空学院。
1932年7月11日，新切尔卡斯克航空学院的分院在雷宾斯克成立，名为雷宾斯克航空学院。第二次世界大战爆发后，雷宾斯克航空学院的人员、资产开始向乌法转移。1942年10月10日，学校正式更名为奥尔忠尼启则乌法航天大学。1992年，学校更名为乌法国立航空技术大学。

## 学术

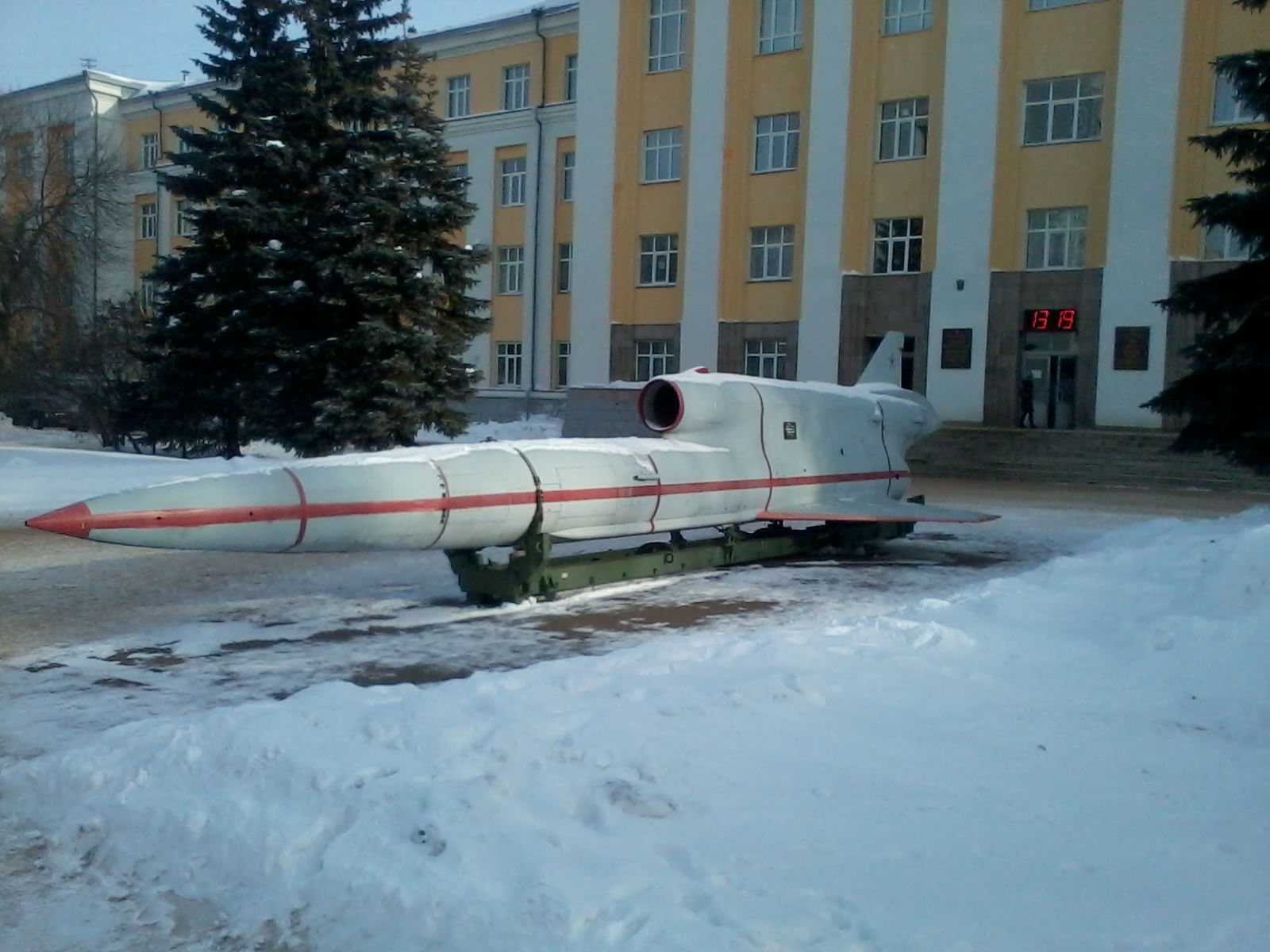
校区内的图-143

乌法国立航空技术大学有教师约1,500名，学生约20,000名，来自俄罗斯以外国家的学生89名（2018年）。学校设有7个学院，下设64个系、56个专业。7个学院（学部、研究所）包括航空技术和材料科学研究所，飞行器引擎设计、能源和交通工程学部，航空电子学、能源工程和信息通信技术学部，信息学和机器人学部，科学概论学部，经济管理研究院，民防和应急管理学部。
2018年QS世界大学排名新兴欧洲与中亚地区榜单中，乌法国立航空技术大学排名在第251至300名区间；金砖国家榜单中，乌法国立航空技术大学排名在第351至400名区间。

## 校园

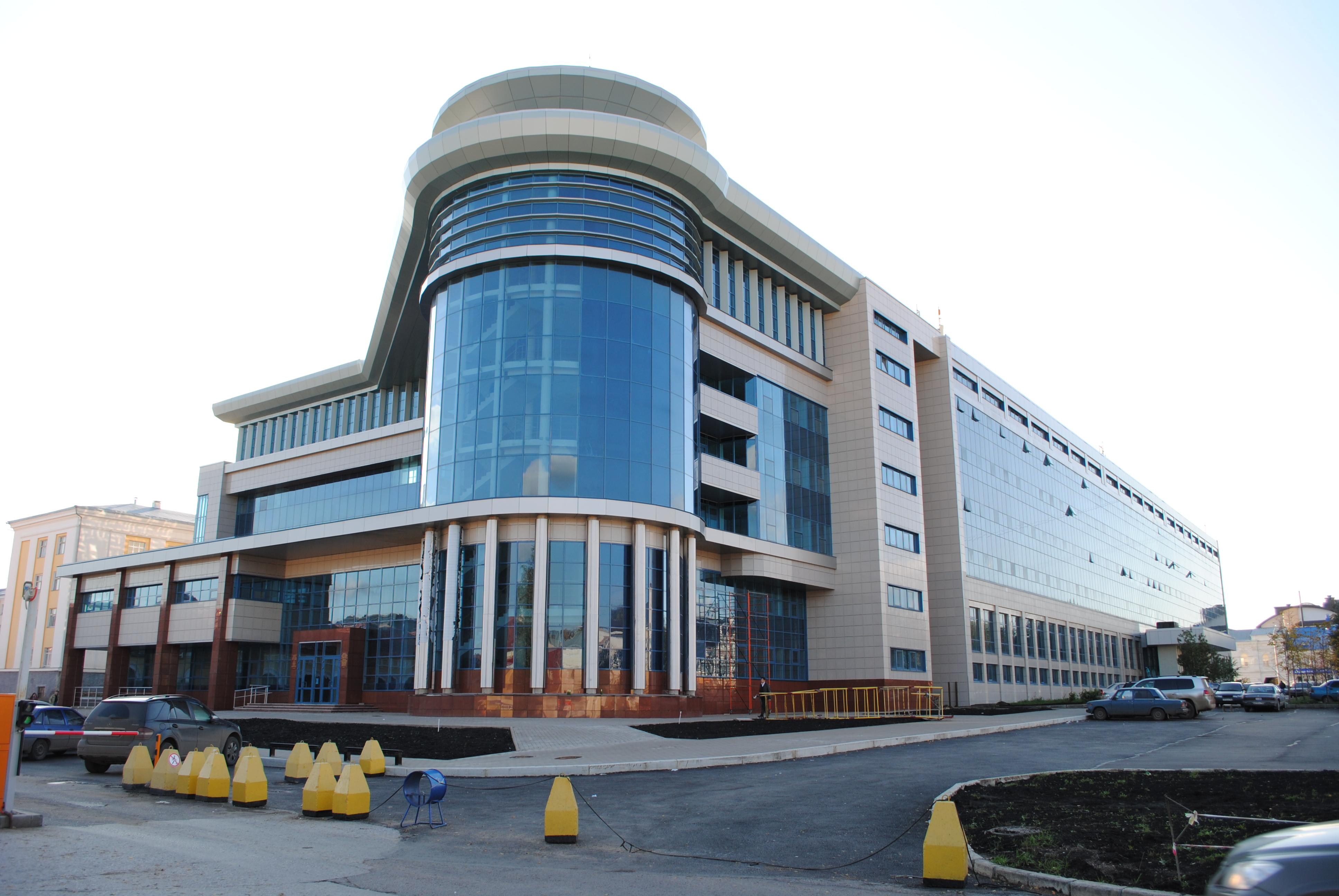
9号楼

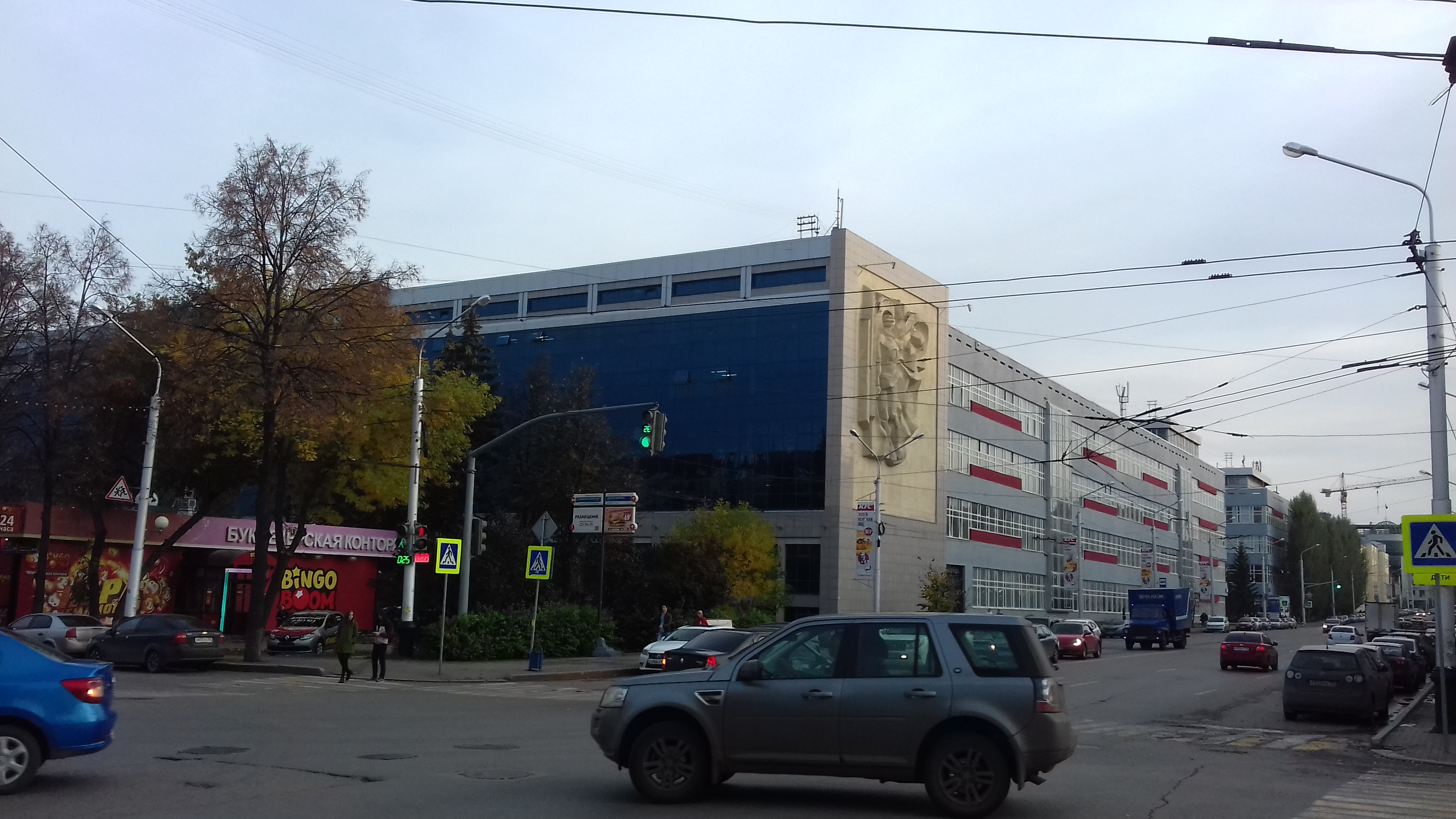
12号楼

乌法国立航空技术大学主校区位于乌法，此外在伊希姆拜、庫梅爾套设有分校区。乌法主校区占地5000英亩，设有该地区唯一的航空园，园内有多种教学、科研设施，包括蘇-27戰鬥機和米格-29戰鬥機。主校区内还有太空信息接收处理中心、学生设计局和它的微型卫星、开放研究资源设备中心、三维虚拟实验室、超级计算机、机器人实验室。乌法主校区的航空引擎博物馆是俄罗斯联邦仅有的两家之一（另一家在萨马拉）。